# 1063 км (зупинний пункт)
1063 км — пасажирський залізничний зупинний пункт Лиманської дирекції Донецької залізниці на лінії Слов'янськ — Горлівка між станціями Кіндратівка (4 км) та Дружківка (4 км). Розташована на півночі смт Олексієво-Дружківки (поблизу садово-дачних ділянок) Краматорського району Донецької області. Поруч пролягає автошлях національного значення Н20,  а через річку Кривий Торець розташоване село Кіндратівка, щоправда мости відсутні.

## Пасажирське сполучення
На Платформі 1063 км зупиняються приміські поїзди сполученням Слов'янськ — Кіндратівка.